# Perinatologia

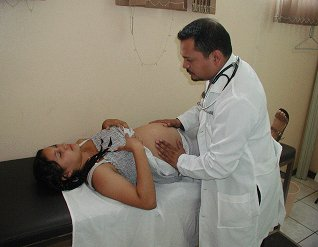
Lekarskie badanie ciężarnej kobiety w Salwadorze

Perinatologia (z gr. perí = wokół, łac. nascor = rodzić się, gr. lógos = nauka) – dziedzina medycyny zajmująca się zagadnieniami z zakresu opieki perinatalnej. Obejmuje anatomię, fizjologię i diagnostykę schorzeń kobiety ciężarnej oraz płodu i noworodka.
Coraz częściej zamiennie używa się pojęcia medycyna matczyno-płodowa w celu podkreślenia, iż opieką obejmuje się równocześnie kobietę ciężarną i płód.
Jest podspecjalnością położnictwa.
W Polsce perinatologia jest jedną ze specjalizacji lekarskich, a jej konsultantem krajowym od 19 lipca 2018 jest prof. dr hab. Mirosław Wielgoś.